# Walters and Kazha
Walters & Kazha (lettiska: Valters & Kaža) var en lettisk duo bestående av Valters Frīdenbergs och Kārlis Būmeisters. Duon representerade Lettland i Eurovision Song Contest 2005 i Kiev, Ukraina.
Deras bidrag hette The War Is Not Over och slutade på tiondeplats i semifinalen, vilket ledde till att de tog sig till finalen två dagar senare. Under efterfesten efter semifinalen fick Valters Frīdenbergs problem med halsen och på finalens genrep fick han framträda med en halsduk. I direktsändning var dock rösten bättre och bidraget slutade på femte plats.
2009 tävlade Valters Fridenbergs solo i den lettiska uttagningen till Eurovision med For a Better Tomorrow, men lyckades inte vinna.
Valters Frīdenbergs avled den 17 oktober 2018 efter att ha varit sjuk i cancer under en tid.